# Міжнародне товариство прав людини

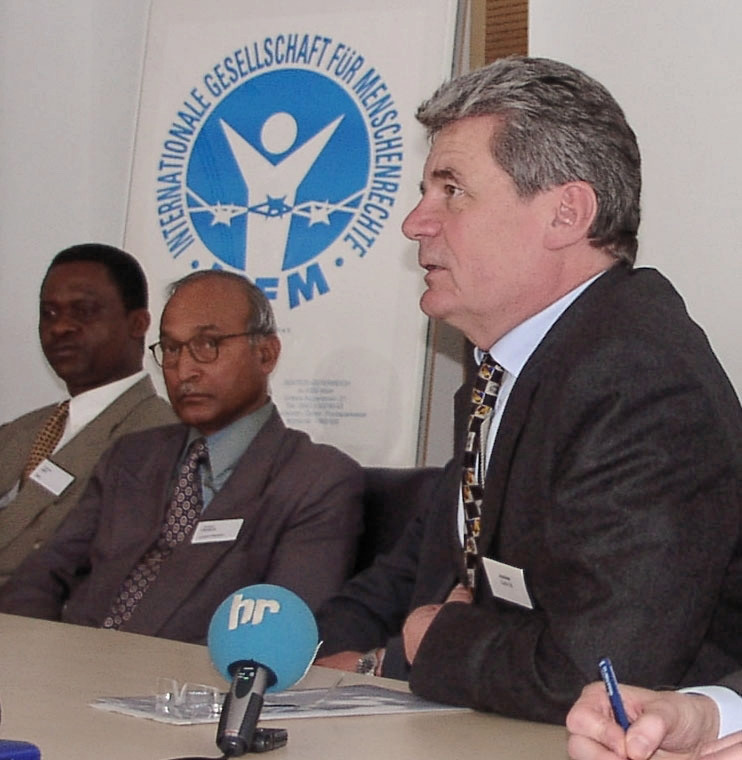
Правозахисник Йоахім Ґаук на прес-конференції Міжнародного товариства прав людини

Міжнародне товариство прав людини (МТПЛ) (нім. Internationale Gesellschaft für Menschenrechte; англ. International Society for Human Rights) — міжнародна неурядова, неприбуткова, правозахисна організація зі статусом учасника при Раді Європи. МТПЛ є членом Комітету зі зв'язків з неурядовими організаціями при Раді Європи. МТПЛ має статус спостерігача в Африканській комісії з прав людини і народів. Організація має статус асоційованого з Департаментом глобальних комунікацій ООН та консультативний статус при Економічній і Соціальній Раді ООН (ЕКОСОР).
Офіс МТПЛ знаходиться у Франкфурті-на-Майні, Німеччина. Організація була створена в Західній Німеччині в 1972 році. Її назвали Товариством за права людини (нім. die Gesellschaft für Menschenrechte). Організація стала Міжнародним товариством прав людини в 1982 році, коли були створені її філії в Австрії, Швейцарії, Великій Британії та Франції. З тих пір вона стала більшою, оскільки до її складу входять 47 національних секцій, національних груп, регіональних комітетів та асоційованих організацій по всьому світу, в тому числі українська секція.